# 奥林匹斯山 (塞浦路斯)
奥林匹斯山（Olympus，又称Chionistra）是塞浦路斯的最高点，海拔1,952（6,404英尺），是特罗多斯山的一部分。奥林匹斯山位于利马索尔区，山顶有一个雷达。
山区是一个滑雪胜地，拥有四个滑雪斜坡。